# 百億の魔女語り
『百億の魔女語り』は、竹岡葉月による日本のライトノベル。イラストは中山みゆきが担当。ファミ通文庫（エンターブレイン）より2010年9月から2011年11月まで刊行された。

## ストーリー
エーテル・コードによって奇跡を起こすことができる甲種魔術に対して魔女術をはじめとした曖昧な部分の多い乙種魔術。クローブの元スター選手であるアルト・グスタフはカイゼル魔術学院の卒業証書を手に入れるため、男であるにもかかわらず魔女術の卒業実地研修を受けに、魔女たちの棲むホルグリン村に行くのだが……。

## 登場人物
アルト・グスタフ
クローブの名門チームのカイゼル・エストリシュで全国二連覇を成し遂げMVPを獲得し『帝王』と言われた元スター選手。
カイゼル魔術学院の卒業証書を手に入れるため、電気もガスも水道も通っていなければエーテルも少ないド田舎のホルグリン村にある魔女たちの棲むクインビーパレスに魔女術の卒業実地研修を受けに行く。その際、アディリシア・グスタフという偽名で女子の制服を着て行った。
唯一の肉親であり一つ年下の妹がいるが、折り合いが悪い。
エーマ
大魔女リリカの弟子であり、クインビーパレスに住む三人の魔女の一人。あかがね色の髪をした整った顔立ちの少女。
三人の魔女の中では真ん中で、アルトと一番歳が近いのだが、女の子だと思い楽しみにしていた研修生が女装してきた男だったため当初はアルトには冷たくあたる。飛行術は普通よりはるかに優秀であるが、占いなどは未熟。田舎でずっと暮らしていたので、都会のことはよく知らず、同年代の友人もいない。
ファニー
大魔女リリカの弟子であり、クインビーパレスに住む三人の魔女の一人。南方の出身で波打つ黒髪に褐色の肌をした美しい女性。
三人の魔女の中では年長者で、エーマと違ってアルトに優しくしてくれる。副業として少女向けの雑誌の連載を持っている。
モニカ
大魔女リリカの弟子であり、クインビーパレスに住む三人の魔女の一人。癖のない黒髪に黒い瞳の人形のように無表情で美しい十歳前後の少女。ひどく無口で常にスケッチブックを持っている。
三人の魔女の中では一番下で、幼い少女であるが、その身の裡に秘めた異能はリリカ級の大魔女。スケッチブックと言葉を用いた魔術を使い、口にする言葉はほとんど呪文の詠唱となる。末の妹のようでありエーマも妹のように接しているが、実はクインビーパレスに来た当初はエーマのほうがモニカより小さかった。
フォリーナ
『白鳳宮殿の薔薇姫』と呼ばれる姫。
クローブと大ファンでアルトに対して好意を寄せている。姫なので世間知らずなところがある。
ナナイ・カゼット
カイゼル・エストリシュを全国二連覇に導いた司令塔。アルトの頼れる友人。
ガートルード
ファニーたちの師である大魔女リリカを猿に変えた、同じく大魔女フレイの弟子。アライグマによく似た愛嬌のある顔の女。よく人から馬鹿やうざいと言われているが本人に自覚はない。しかし、運だけはいい。
師であるフレイに「うざいから消えて」と言われてから一年近く会っていないが、本人は破門されたと認めない。半年前から『月光』で占い師をやっていた。ネイバーが自分に惚れているとか、自分は歌手や女優に向いているなどと勘違いが多い。
ジノ・ラティシュ
歓楽街の会員制クラブ『月光』の用心棒。どこにでも一人はいる目立たない顔立ちをしていることから隣人（ネイバー）と呼ばれている少年。
甲種魔術を操り、高い実力を持つ。
外伝・放課後のアディリシアの主人公。
アディリシア・グスタフ
アルトの妹。長い髪に小柄な身体つきの美しい少女。愛称はアディ。
両親が事故で死んでからアルトと二人きりで暮らしていたが、アルトがクローブに夢中になりささいな行き違いから折り合いが悪くなった。
リリカ
『リリカ・ザ・ベスト』という二つ名を持つ、大戦の英雄である大魔女。
クインビーパレスに住む魔女たちの師であるが、現在は大魔女フレイによって猿に変えられている。可愛らしい服を着せられているが、木に登ったり農家の収穫物をあさったりと行動は完全に猿。
フレイ
『フレイ・ザ・レインボゥ』という二つの名を持つ、大魔女リリカに続く二つ名持ちの大魔女。
大魔女リリカを猿に変えて逃げた張本人。ガートルードが言うには気まぐれらしく、現在行方知れず。
外伝において、若く華やかな女性の姿で登場している。

## 既刊一覧
| タイトル | タイトル                                             | 発売日         | ISBN              |
| -------- | ---------------------------------------------------- | -------------- | ----------------- |
| 1        | 百億の魔女語り1 オトコが魔女になれるわけないでしょ。 | 2010年9月30日  | 978-4-04-726833-3 |
| 2        | 百億の魔女語り2 やっぱり都会の女なのね、そうなのね。 | 2010年12月25日 | 978-4-04-726962-0 |
| 3        | 百億の魔女語り3 なんでこんなに不思議な妹ばかりなの？ | 2011年5月30日  | 978-4-04-727285-9 |
| 外伝     | 放課後のアディリシア 百億の魔女語り外伝              | 2011年8月29日  | 978-4-04-727467-9 |
| 4        | 百億の魔女語り4 魔女って一体なんなのかしら、ねえ――   | 2011年11月30日 | 978-4-04-727665-9 |